# Javier López (ur. 1975)
Javier López López (ur. 29 sierpnia 1975 w Lugo) – hiszpański trener piłkarski.
López pochodzi z miasta Lugo w Galicji i jako junior trenował w tamtejszym klubie CD Lugo. Jako siedemnastolatek został zmuszony zakończyć karierę piłkarską z powodu poważnej kontuzji. Bezpośrednio po tym rozpoczął pracę w roli szkoleniowca, przez kolejne siedem lat trenując juniorów Lugo. Ponadto w styczniu 2000, po odejściu trenera Fabriego, tymczasowo poprowadził w jednym spotkaniu występującą w trzeciej lidze seniorską drużynę. W ciągu kolejnych sezonów został jednym z bardziej cenionych szkoleniowców zajmujących się futbolem juniorskim w Hiszpanii, pracując głównie w akademiach młodzieżowych.
W 2008 roku López wyjechał do Meksyku, gdzie w latach 2008–2009 pracował jako dyrektor sportowy grupy tamtejszych szkółek piłkarskich działających pod egidą Realu Madryt. Równocześnie prowadził czwartoligową meksykańską drużynę ABA Anáhuac. W latach 2009–2012 pracował w klubie Atlante FC jako szkoleniowiec i koordynator akademii juniorskiej tego zespołu w stołecznym mieście Meksyk, trenując czwartoligowe rezerwy Atlante o nazwie Potros de Hierro. W późniejszym czasie powrócił do Hiszpanii, gdzie w latach 2013–2015 był dyrektorem generalnym ośrodka sportowego Centro de Alto Rendimiento Profesional w A Coruñi.
W 2015 roku López został trenerem trzecioligowych rezerw meksykańskiego klubu Cimarrones de Sonora. Kilka miesięcy później, we wrześniu 2015, tymczasowo zastąpił Jorge Humberto Torresa na stanowisku szkoleniowca pierwszego zespołu Cimarrones, występującego w drugiej lidze. Prowadził go do końca sezonu z bardzo słabym skutkiem, odnosząc remis i siedem porażek w ośmiu meczach, po czym odszedł z drużyny.